# Riester-Rente
Die Riester-Rente ist eine durch staatliche Zulagen und durch Sonderausgabenabzug geförderte, grundsätzlich privat finanzierte Rente in Deutschland. Die Förderung ist durch das Altersvermögensgesetz (AVmG) 2002 eingeführt worden und in § 10a, §§ 79 ff. Einkommensteuergesetz geregelt.
Die Bezeichnung „Riester-Rente“ geht auf Walter Riester zurück, der als Bundesminister für Arbeit und Sozialordnung die Förderung der freiwilligen Altersvorsorge durch eine Altersvorsorgezulage ausarbeiten ließ. Anlass dafür war die Reform der gesetzlichen Rentenversicherung 2000/2001, bei der das Nettorentenniveau des Eckrentners, eines idealtypischen sozialversicherungspflichtig Beschäftigten, der 45 Jahre lang Sozialversicherungsbeiträge eingezahlt hat, von 70 % auf 67 % reduziert worden war.
Für die Nutzung derart geförderter Altersvorsorgeverträge wird in vielen Publikationen das Verb „riestern“ verwendet.

## Zulageberechtigte Personen
Anspruch auf Altersvorsorgezulage haben nachfolgend genannte, rentenversicherungspflichtige Personen (§ 10a EStG), sofern sie der unbeschränkten Steuerpflicht unterliegen. Aufgrund einer Entscheidung des Europäischen Gerichtshofs (Aktenzeichen: C-269/07) vom September 2009, dürfen Arbeitnehmer, die in Deutschland arbeiten, aber im Ausland wohnen, in den Versichertenkreis aufgenommen werden. Riester-Sparer mussten bis zu dieser Entscheidung die Förderung zurückzahlen, wenn sie ihren Lebensabend im Ausland verbrachten. Die Richter sahen darin einen Verstoß gegen die Arbeitnehmer-Freizügigkeit innerhalb der EU.

### Unmittelbar zulageberechtigte Personen
- rentenversicherungspflichtige Arbeitnehmer,
- rentenversicherungspflichtige Selbständige (z. B. Handwerker – allerdings mit Befreiungsmöglichkeit gem. § 2 Nummer 8 SGB VI, nach 18 Jahren oder 216 Monaten Pflichtbeitragszeiten – und über die Künstlersozialkasse versicherte Künstler),
- Pflichtversicherte nach dem Gesetz über die Alterssicherung der Landwirte,
- Bezieher von Arbeitslosengeld (einschließlich berechtigter Bezieher von Arbeitslosengeld, deren Leistungen aufgrund der Anrechnung von Einkommen und/oder Vermögen ruhen),
- Bezieher von Krankengeld, Verletztengeld und Versorgungskrankengeld,
- Bürgergeld-Empfänger (wie auch Arbeitssuchende ohne Leistungsbezug) über § 10a Satz 3 EStG in Verbindung mit § 58 Absatz 1, Satz 1, Nummer 3 oder 6 SGB VI (Bürgergeld-Empfänger sind nach § 10a Satz 3 EStG anspruchsberechtigt auf Riester-Förderung, wenn sie vor dem Bezug des Bürgergelds förderberechtigt waren und eine Anrechnungszeit wegen Bürgergeld § 58 Absatz 1, Satz 1, Nummer 3 oder 6 SGB VI in der Rente vorliegt),
- nicht erwerbsmäßig tätige Pflegepersonen (z. B. bei Pflege von Angehörigen im Haushalt),
- Empfänger von Besoldung nach dem Bundesbesoldungsgesetz oder einem Landesbesoldungsgesetz (Beamte, Richter, Berufs- und Zeitsoldaten; falls sie ohne Bezüge beurlaubt sind, haben sie nur dann Anspruch auf die Zulage, wenn sie eine Beschäftigung ausüben und die Versorgungsanwartschaft auf diese Tätigkeit erstreckt wurde),
- wer Bundesfreiwilligendienst oder freiwilligen Wehrdienst leistet
- geringfügig Beschäftigte, die sich nicht von der Versicherungspflicht in der gesetzlichen Rentenversicherung haben befreien lassen,
- Bezieher von Vorruhestandsgeld, sofern diese zuvor pflichtversichert waren,
- vollständig Erwerbsgeminderte oder Dienstunfähige,
- Kindererziehende (nachdem sie die Kindererziehungszeiten beantragt haben).

### Mittelbar zulageberechtigte Personen
Ehegatten von unmittelbar Zulagenberechtigten erhalten ebenfalls Zulagen, wenn sie in einen eigenen Altersvorsorgevertrag mindestens 60 Euro pro Kalenderjahr einzahlen (§ 79 Satz 2 EStG in der ab 1. Januar 2012 geltenden Fassung). Voraussetzung ist, dass sie nicht selbst unmittelbar förderberechtigt sind, nicht dauernd vom Partner getrennt leben und beide ihren Wohnsitz oder gewöhnlichen Aufenthalt in der Europäischen Union oder dem Europäischen Wirtschaftsraum haben (§ 79 Satz 2 EStG).
Wer 60 Euro pro Kalenderjahr nicht aufbringt, erhält bei mittelbarer Zulageberechtigung keinerlei Zulage (§ 79 Satz 2 EStG in der ab 1. Januar 2012 geltenden Fassung). Bis einschließlich 2011 waren für die mittelbare Zulageberechtigung keine eigenen Beiträge erforderlich (§ 79 Satz 2 EStG in der bis 31. Dezember 2011 geltenden Fassung).

### Nicht zulageberechtigte Personen
Nicht anspruchsberechtigt sind:
- nicht rentenversicherungspflichtige Selbständige,
- Pflichtversicherte in Einrichtungen der berufsständischen Versorgung (Apotheker, Ärzte, Tierärzte, Rechtsanwälte, Steuerberater und Architekten – sogenannte verkammerte Berufe), die von der gesetzlichen Versicherungspflicht (DRV) befreit sind,
- Seit 2013: Geringfügig Beschäftigte, die der Zahlung an die gesetzliche Rentenversicherung widersprochen haben (bis 2012 wenn sie den Arbeitgeberbeitrag zur gesetzlichen Rentenversicherung nicht durch eigene Beiträge aufstockten)
- Altersrentner,
- Bezieher einer Rente wegen teilweise verminderter Erwerbsfähigkeit ohne rentenversicherungspflichtiges Beschäftigungsverhältnis
- Hausfrauen, Hausmänner (vgl. aber oben "Mittelbar zulageberechtigte Personen") und
- Studenten, die nicht rentenversicherungspflichtig sind.

## Fördervoraussetzungen
Die Förderung kann nur für Beiträge zu zertifizierten Altersvorsorgeverträgen in Anspruch genommen werden. Der Zulagenberechtigte darf die angesparten Mittel vor der Auszahlungsphase nicht schädlich verwenden. Schädlich wäre die Verwendung, wenn der Deckungsstock planwidrig nicht für die Sicherung des Lebensstandards im Alter verwendet würde. Zudem ist mit Hilfe des Anbieters rechtzeitig ein Antrag zu stellen.

### Zertifizierter Vertrag
Die Voraussetzungen für die Zertifizierung von Altersvorsorgeverträgen (durch das Bundeszentralamt für Steuern) sind gemäß Altersvorsorgeverträge-Zertifizierungsgesetz:
- Bei Auszahlungsbeginn muss mindestens die Summe der eingezahlten Beiträge (Eigenleistung + staatliche Zulage) garantiert werden,
- Leistungen dürfen frühestens ab 60. Lebensjahr (bei Vertragsabschluss ab 2012: 62. Lebensjahr) erbracht werden (Ausnahme: Berufsgruppen mit früherem Beginn der gesetzlichen Rentenversicherung, z. B. Piloten und Bergarbeiter),
- Die Leistung muss als lebenslange Rentenzahlung erfolgen, etwa als Leibrente oder Auszahlungsplan, der mit einer Leibrente vom 85. Lebensjahr an verbunden ist,
- Abschluss- und Vertriebskosten müssen auf mindestens fünf Jahre verteilt werden (teilweise Zillmerung),
- Der Versicherer hat Abschluss-, Vertriebs- und Verwaltungskosten sowie den Stand des Altersvorsorgevermögens, die Beitragsmittelverwendung sowie Anlageaspekte der Kapitalanlage offenzulegen,
- Eine vierteljährliche Kündigungs- oder Ruhestellungsmöglichkeit muss eingeräumt sein,
- Laufende Beitragszahlung.

 Die gesetzlichen Vorgaben können erfüllt werden durch:
- Banksparpläne, die zu Rentenbeginn in Rentenversicherungen umgewandelt werden, über die die Auszahlungen erfolgen,
- klassische private Rentenversicherungen (gegebenenfalls mit zwingendem Ausschluss der Kapitaloption),
- Fondsgebundene Rentenversicherungen,
- Fondssparpläne,
- Einbezug in die betriebliche Altersversorgung gemäß § 3 Nr. 63 EStG; das bedeutet: Verwendung einer Pensionskasse oder eines Pensionsfonds beziehungsweise Direktversicherung,
- Wohnriester-Darlehen und Bausparverträge.

Anbieter von Fondssparplänen und fondsgebundenen Rentenversicherungen müssen den Kapitalerhalt garantieren. Da sich die Garantie aufgrund der hohen Volatilität von Aktienfonds nicht darstellen lässt, verwenden Fondsgesellschaften und Versicherungen diversifizierte Anlagekonzepte; beigemischt werden zur Garantieabsicherung etwa Rentenfonds mit Schuldnern hoher Bonität, da diese sichere Renditen erwirtschaften. Der Aktienanteil in den Sparplänen wird dahin maximiert, dass die erwarteten sicheren Erträge aus Anleihen, mögliche Verluste an den Aktienmärkten bis zum Ende der Laufzeit auszugleichen verstehen. Da Lebensversicherer über eigene Grundsicherungsvermögen verfügen, ziehen sie statt Rentenfonds meist diesen zur Absicherung der versprochenen Kapitalgarantie heran.
Angesparte Guthaben der Riester-Rente dürfen gemäß § 851 Abs. 1 ZPO in Verbindung mit § 97 Satz 1 EStG weder auf einen Dritten übertragen werden, noch sind sie pfändbar, soweit die vom Schuldner erbrachten Altersvorsorgebeiträge durch staatliche Zulagen oder Sonderausgabenabzug gefördert werden und den Jahreshöchstbetrag nicht übersteigen.

### Keine schädliche Verwendung
Zulagen und Steuervorteile sind zurückzuzahlen, bei:
- Kündigung des Riester-Vertrages, es sei denn, das vorhandene Kapital wird auf einen anderen (anbieterunabhängigen) Tarif übertragen oder für eine selbst genutzte Wohnung (§ 92a EStG) verwendet.
- Tod des Anspruchsberechtigten vor Rentenbeginn; nur der Ehegatte kann, sofern er einen eigenen Riester-Vertrag hat oder zur Übertragung begründet, das vollständige Vertragsguthaben des Verstorbenen übernehmen.
- Verwendung der Mittel vor der planmäßigen Auszahlungsphase (Ausnahme: Verwendung für die selbst genutzte Wohnung im Sinne des § 92a EStG).
- Beendigung der unbeschränkten Einkommensteuerpflicht in Deutschland.

Die Beitragsfreistellung des Vertrages hingegen ist unschädlich, wenn sie ohne die Auszahlung von Guthaben erfolgt.

### Antrag
Der Riester-Sparer hat zwei Jahre Zeit, über den Anbieter die Zulage zu beantragen. Dazu müssen gegebenenfalls Kindererziehungszeiten oder Statuswechsel bei der gesetzlichen Rentenversicherung (rückwirkend) angezeigt werden. Zur Vereinfachung des Antragsverfahrens wurde der sogenannte Dauerzulagenantrag eingeführt. Dieser bevollmächtigt den Anbieter, Altersvorsorgezulage zu beantragen, ohne jährlich die Zustimmung des Versicherten einholen zu müssen. Empfänger von Besoldung und Amtsbezügen müssen die für die Besoldung zuständigen Stelle innerhalb von zwei Jahren nach Ende des Beitragsjahres zur Datenübermittlung an die Deutsche Rentenversicherung Bund ermächtigen. Fehlt die Einwilligung kann sich bei verheirateten Besoldungsempfängern ein mittelbarer Zulagenanspruch ergeben.

## Höhe der Förderung
Die Förderung besteht aus der Altersvorsorgezulage (Grundzulage zuzüglich gegebenenfalls Kinderzulage(n)) und Sonderausgabenabzug gemäß § 10a EStG. Nur wenn der Mindesteigenbeitrag eingezahlt wird, erhält der Sparer die Zulage(n) ungeschmälert. Wird der Mindesteigenbeitrag nicht erreicht, wird/werden die Zulage(n) im Verhältnis der geleisteten Beiträge zum Mindesteigenbeitrag gekürzt. Der Sonderausgabenabzug der Beiträge einschließlich Zulage(n) erfolgt, wenn die Steuerersparnis aus dem Sonderausgabenabzug den Zulagenanspruch übersteigt.

### Mindesteigenbeitrag/Sockelbeitrag
Der Mindesteigenbeitrag ist der Betrag, der mindestens geleistet werden muss, um die ungekürzte Zulage zu erhalten. Er beträgt seit 2008 4 % der rentenversicherungspflichtigen Einnahmen des Vorjahres abzüglich Zulagenanspruch. Die Anpassung des Mindesteigenbetrages muss der Sparer selbst veranlassen.
| Jahr        | …vom rentenversicherungspflichtigen Einkommen des Vorjahres | …höchstens jedoch pro Jahr |
| ----------- | ----------------------------------------------------------- | -------------------------- |
| 2002 / 2003 | 1 %                                                         | 0525 €                     |
| 2004 / 2005 | 2 %                                                         | 1.050 €                    |
| 2006 / 2007 | 3 %                                                         | 1.575 €                    |
| seit 2008   | 4 %                                                         | 2.100 €                    |

Der maximal erforderliche Mindesteigenbeitrag errechnet sich aus dem Höchstbetrag in Höhe von 2.100 Euro (seit 2008) vermindert um den individuellen Zulagenanspruch (Grundzulage/Kinderzulage).
Der Sockelbeitrag ist der Beitrag, der mindestens geleistet werden muss, um überhaupt eine Zulage zu erhalten (§ 86 Abs. 1 Satz 4, 5 und Abs. 2).
| Jahr      | …pro Arbeitnehmer und Jahr | …pro Arbeitnehmer und Jahr | …pro Arbeitnehmer und Jahr |
| Jahr      | ohne Kind                  | ein Kind                   | zwei Kinder                |
| --------- | -------------------------- | -------------------------- | -------------------------- |
| 2002–2004 | 45 €                       | 38 €                       | 30 €                       |
| seit 2005 | 60 €                       | 60 €                       | 60 €                       |

Unmittelbar Zulagenberechtigte, deren Vorjahreseinkommen unter 1.500 € lag oder mittelbar Zulagenberechtigte müssen als Mindestbeitrag den Sockelbeitrag in Höhe von 60 € einzahlen (§ 79 Satz 2 EStG in der ab 1. Januar 2012 geltenden Fassung).

### Höhe der Grundzulage und Kinderzulage
Die Altersvorsorgezulage setzt sich aus der Grundzulage und Kinderzulage(n) zusammen:
| Jahr        | Jährliche Grundzulage pro Person | Jährliche Kinderzulage pro Kind; geboren | Jährliche Kinderzulage pro Kind; geboren |
| Jahr        | Jährliche Grundzulage pro Person | bis 31. Dez. 2007                        | ab 1. Jan. 2008                          |
| ----------- | -------------------------------- | ---------------------------------------- | ---------------------------------------- |
| 2002 / 2003 | 038 €                            | 046 €                                    | 046 €                                    |
| 2004 / 2005 | 076 €                            | 092 €                                    | 092 €                                    |
| 2006 / 2007 | 114 €                            | 138 €                                    | 138 €                                    |
| 2008–2017   | 154 €                            | 185 €                                    | 300 €                                    |
| seit 2018   | 175 €                            | 185 €                                    | 300 €                                    |

Anspruch auf die Kinderzulage besteht für jedes Kind, für das im Kalenderjahr mindestens einen Monat lang Anspruch auf Kindergeld bestand. Sie steht dem Kindergeldempfänger zu, bei verheirateten Eltern der Mutter, auf Antrag dem Vater (§ 85 EStG).
Bei einem Ehepaar muss jeder Ehegatte einen eigenen Vertrag abschließen, um die Grundzulage zu erhalten (§ 79 EStG). Zu Unrecht vereinnahmte Zulagen sind zurückzuzahlen. Auf ein Verschulden des Antragstellers kommt es nicht an.

### Berufseinsteiger-Bonus
Ein Riester-Sparer erhält im ersten Sparjahr eine um 200 EUR erhöhte Grundzulage, wenn er am 1. Januar des Jahres, in dem er den Vertrag abschließt, sein 25. Lebensjahr noch nicht vollendet hat, unmittelbar zulagenberechtigt ist und nach dem 31. Dezember 1982 geboren ist (§ 84 EStG, „Berufseinsteiger-Bonus“). Bei Kürzungen der Grundzulage (beispielsweise weil der Mindestbeitrag unterschritten wurde) wird der Bonus in gleichem Verhältnis gekürzt.

### Steuerliche Berücksichtigung
| Höchstmöglicher Sonderausgabenabzug | pro Jahr |
| ----------------------------------- | -------- |
| 2002 / 2003                         | 0525 €   |
| 2004 / 2005                         | 1.050 €  |
| 2006 / 2007                         | 1.575 €  |
| seit 2008                           | 2.100 €  |

Die geleisteten Beiträge samt Zulagen können als Sonderausgaben in der Einkommensteuererklärung berücksichtigt werden. Der Sonderausgabenabzug wird nur gewährt, wenn die Steuerersparnis durch den Sonderausgabenabzug größer ist als der Anspruch auf Zulage. Ist dies nicht der Fall, enthält der Erläuterungsteil zum Bescheid über die Einkommensteuer die Bemerkung: „Ein Sonderausgabenabzug der geltend gemachten Altersvorsorgebeträge (§ 10a EStG) in Höhe von … kommt nicht in Betracht, weil der nach Ihren Angaben errechnete Zulagenanspruch günstiger ist.“ Im Falle der Gewährung des Sonderausgabenabzugs wird, um eine Doppelförderung zu vermeiden, die tarifliche Einkommensteuer um den Zulageanspruch erhöht, und zwar unabhängig davon, ob die berechtigte Person tatsächlich die Zulage beantragt hat.
In der Auszahlungsphase ist die Riesterrente (grundsätzlich) nachgelagert zu versteuern. Da die Bemessungsgrundlage 100 % beträgt, greift der individuelle Steuersatz. Bezüglich der sozialversicherungsrechtlichen Behandlung der Riesterrente gilt seit 2018, dass die im Rahmen der Förderung als betriebliche Altersversorgung gewährten Auszahlungsleistungen einer KVdR- und PVdR-Verbeitragung nicht mehr unterfallen. Insoweit hat das Betriebsrentenstärkungsgesetz einen Missstand aufgehoben, der bis 2018 zur doppelten Verbeitragung aus Kranken- und Pflegeversicherungsbeiträgen (Anwartschafts- und Rentenphase) geführt hatte. Privat abgeschlossene Riesterverträge sind ansonsten grundsätzlich nicht sozialabgabepflichtig.
Bei Verwendung für eine selbst genutzte Wohnung wird bei den Finanzämtern ein Wohnförderkonto geführt. Die Besteuerung erfolgt auf Grundlage dieses fiktiven Kontos.

## Zuständigkeiten
Die mit der Förderung verbundenen Aufgaben wurden der Zentralen Zulagenstelle für Altersvermögen (ZfA) mit Sitz in Brandenburg an der Havel übertragen. Die ZfA ist eine Verwaltungseinheit der Deutschen Rentenversicherung Bund und übernimmt die Berechnung, Kontrolle, Auszahlung und gegebenenfalls Rückforderung von Zulagen. Sie steht dazu im Kontakt mit den vertragsinvolvierten Finanzämtern, Anbietern, Besoldungsstellen und Familienkassen.
Der Riester-Sparer stellt den Zulagenantrag über das Unternehmen, bei dem er den Sparvertrag abgeschlossen hat. Dieses informiert in elektronischer Form die ZfA darüber. Vorgänge, wie beispielsweise die schädliche Verwendung von Zulagen, werden ebenfalls weitergegeben. Dies dient der Beschränkung des hohen bürokratischen Aufwands. Zu diesem Zweck hat die ZfA ein sogenanntes Kommunikationshandbuch veröffentlicht, in dem die technischen Modalitäten des Datenaustauschs festgelegt sind.

## Zeitliche Entwicklung und Summe der staatlichen Zulagen
| Jahr | Riesterverträge Gesamt | davon Versicherungs- verträge | davon Bankspar- verträge | davon Investment- fondsverträge | davon Wohn-Riester/ Eigenheimrente | Staatliche Gesamtförderung der Riesterrente in Euro |
| ---- | ---------------------- | ----------------------------- | ------------------------ | ------------------------------- | ---------------------------------- | --------------------------------------------------- |
| 2001 | 1.400.000 ▲            | 1.400.000                     | -                        | -                               | -                                  |                                                     |
| 2002 | 3.405.000 ▲            | 3.081.000                     | 150.000                  | 174.000                         | -                                  |                                                     |
| 2003 | 3.972.000 ▲            | 3.534.000                     | 197.000                  | 241.000                         | -                                  |                                                     |
| 2004 | 4.336.000 ▲            | 3.807.000                     | 213.000                  | 316.000                         | -                                  | 493.200.000                                         |
| 2005 | 5.693.000 ▲            | 4.859.000                     | 260.000                  | 574.000                         | -                                  | 672.800.000                                         |
| 2006 | 8.143.000 ▲            | 6.562.000                     | 351.000                  | 1.231.000                       | -                                  | 1.396.400.000                                       |
| 2007 | 10.856.000 ▲           | 8.454.000                     | 480.000                  | 1.922.000                       | -                                  | 1.868.100.000                                       |
| 2008 | 12.247.000 ▲           | 9.285.000                     | 554.000                  | 2.386.000                       | 22.000                             | 3.195.600.000                                       |
| 2009 | 13.365.000 ▲           | 9.906.000                     | 634.000                  | 2.629.000                       | 197.000                            | 3.254.900.000                                       |
| 2010 | 14.464.000 ▲           | 10.485.000                    | 703.000                  | 2.815.000                       | 460.000                            | 3.372.000.000                                       |
| 2011 | 15.416.000 ▲           | 10.988.000                    | 750.000                  | 2.953.000                       | 724.000                            | 3.521.800.000                                       |
| 2012 | 15.781.000 ▲           | 11.059.000                    | 781.000                  | 2.989.000                       | 953.000                            | 3.627.200.000                                       |
| 2013 | 15.999.000 ▲           | 11.013.000                    | 805.000                  | 3.027.000                       | 1.154.000                          | 3.617.600.000                                       |
| 2014 | 16.296.000 ▲           | 11.033.000                    | 814.000                  | 3.071.000                       | 1.377.000                          | 3.763.800.000                                       |
| 2015 | 16.489.000 ▲           | 10.996.000                    | 804.000                  | 3.125.000                       | 1.564.000                          | 3.781.000.000                                       |
| 2016 | 16.570.000 ▲           | 10.931.000                    | 774.000                  | 3.174.000                       | 1.691.000                          | 3.836.100.000                                       |
| 2017 | 16.607.000 ▲           | 10.881.000                    | 726.000                  | 3.233.000                       | 1.767.000                          | 3.902.900.000                                       |
| 2018 | 16.601.000 ▼           | 10.827.000                    | 676.000                  | 3.288.000                       | 1.810.000                          |                                                     |
| 2019 | 16.531.000 ▼           | 10.773.000                    | 627.000                  | 3.313.000                       | 1.818.000                          |                                                     |
| 2020 | 16.369.000 ▼           | 10.687.000                    | 592.000                  | 3.297.000                       | 1.793.000                          |                                                     |
| 2021 | 16.241.000 ▼           | 10.694.000                    | 554.000                  | 3.263.000                       | 1.730.000                          |                                                     |
| 2022 | 15.873.000 ▼           | 10.493.000                    | 529.000                  | 3.200.000                       | 1.651.000                          |                                                     |
| 2023 | 15.503.000 ▼           | 10.249.000                    | 511.000                  | 3.153.000                       | 1.590.000                          |                                                     |
| 2024 | 14.974.000 ▼           | 9.898.000                     | 499.000                  | 3.062.000                       | 1.515.000                          |                                                     |

Nach Schätzungen des Bundesarbeitsministeriums aus dem Jahr 2019 ruht jeder fünfte Riester-Vertrag (Beitragsfreistellung).
Die Zahl der staatlich geförderten privaten Altersvorsorgeverträge ist im ersten Halbjahr 2023 um 209.000 beziehungsweise 1,3 Prozent auf 15,9 Millionen gesunken. ... Ruhend gestellte Policen beziehungsweise Sparverträge werden nicht zahlenmäßig ausgewiesen. Den Anteil schätzt das Ministerium auf „gut ein Fünftel bis knapp ein Viertel“.

### Änderungen in der Riester-Rente
2005
Mit dem Alterseinkünftegesetz, in Kraft getreten am 1. Januar 2005, wurden die Zertifizierungskriterien von elf auf fünf reduziert. Die gesetzliche Maßnahme sollte der Vereinfachung der Riester-Rente dienen, um eine höhere Akzeptanz beim Bürger zu gewährleisten. Deren tatsächlicher Erfolg ist jedoch strittig. Parallel wurde die Provisionshaftzeit für Vermittler von zehn auf fünf Jahre verkürzt, damit auch für sie ein Anreizsystem geschaffen. Das Gesetz regelte außerdem, dass für 30 % des Altersvorsorgevermögens ein Kapitalwahlrecht eingeräumt wird, also nur noch 70 % zu verrenten sind. Bei einer vollständigen Kapitalauszahlung, die als schädliche Verwendung betrachtet wird, tritt die Rückzahlung aller Förderungen. Ferner braucht der Versicherte die Zulage nicht mehr jedes Jahr erneut zu beantragen, sofern er dem Anbieter eine entsprechende Vollmacht erteilt hat (Dauerzulagenantrag).
2006
Mit dem Alterseinkünftegesetz wurden (gemäß einer EU-Richtlinie) für ab 2006 angebotene Verträge Unisex-Tarife eingeführt. Hierbei erhalten Frauen und Männer (geschlechtsunabhängige Risikobewertung) bei gleichem Beitrag gleiche Leistungen. Da die Prognose der Lebenserwartung bisher auch das Geschlecht einbezog und Frauen statistisch länger leben, verringern Unisex-Tarife mit ihrer Mischkalkulation die Höhe der Auszahlungen für Männer. Seit 1. Januar 2006 zahlen Männer bei Neuabschlüssen für gleiche Rentenleistungen etwa 6,5 % höhere Beiträge.
2008
Wer mit einer Riester-Rentenversicherung, einem Bank- oder Fondssparplan fürs Alter spart, kann das angesparte Kapital ab sofort auch für den Bau oder Kauf einer Immobilie, die Entschuldung oder den Erwerb von Anteilen an Wohnungsgenossenschaften einsetzen. Auch Einzahlungen auf Bausparverträge sind jetzt förderfähig. Außerdem gibt es die Riester-Zulagen für Tilgungsleistungen auf Wohnungsbaukredite. Voraussetzung ist jeweils, dass die Immobilie selbst genutzt wird (Änderung der § 82 und § 92a EStG infolge der Abschaffung der Eigenheimzulage; siehe Eigenheimrente). 
Für ab 2008 geborene Kinder wurde die Riester-Zulage auf 300 Euro erhöht (Änderung des § 85 EStG). Zusätzlich gibt es eine Extraprämie von 200 Euro für Berufseinsteiger, die bis zum 25. Lebensjahr einen Vertrag abschließen (Änderung des § 84 EStG). Für Kinder, die bis einschließlich 2007 geboren wurden, bleibt es bei der bislang im Gesetz festgelegten Zulage von 185 Euro.
2010
Mit dem Gesetz zur Umsetzung steuerlicher EU-Vorgaben sowie zur Änderung steuerlicher Vorschriften vom 8. April 2010 wurde bestimmt: Wohnt jemand in Deutschland, arbeitet aber im Ausland, so besteht weiterhin unmittelbare Zulagenberechtigung, wenn die ausländische Pflicht zur Einzahlung in eine gesetzliche Rentenversicherung vor dem 1. Januar 2010 begründet wurde und der Riester-Vertrag bereits vor dem 1. Januar 2010 abgeschlossen wurde (Änderung der § 10a Abs. 1 und § 52 Abs. 24c EStG).
Die Finanzierung einer Wohnung oder selbstgenutzten Immobilie ist auch im EU/EWR-Ausland möglich. Das steuerlich geförderte Altersvorsorgevermögen kann jetzt auch hierfür genutzt werden (Änderung des § 92a EStG). Es handelt sich dabei um die 27 EU-Staaten sowie Island, Liechtenstein und Norwegen – nicht jedoch die Schweiz oder die Türkei. Die Förderung bleibt auch im Falle eines Wegzugs ins EU/EWR-Ausland erhalten. Rückforderungen sind nicht mehr vorgesehen. Ein Umzug in die Schweiz oder in die Türkei bleibt allerdings förderschädlich.
2012
Mit Beginn des Jahres 2012 sank der Höchstrechnungszins für Neuabschlüsse von Riester-Verträgen von 2,25 auf 1,75 Prozent (Änderung des § 2 der Deckungsrückstellungsverordnung). Die Reduzierung wurde vom BMF in Kooperation mit dem GDV beschlossen. Ehegatte von unmittelbar Zulagenberechtigten erhalten Zulagen, wenn sie selbst zwar nur mittelbar berechtigt sind, aber einen pflichtversicherten Ehegatten haben und in den eigenen Altersvorsorgevertrag mindestens 60 Euro pro Kalenderjahr einzahlen (Änderung des § 79 Satz 2 EStG).
2013
Im Rahmen des Altersvorsorge-Verbesserungsgesetzes werden im Wesentlichen vier Änderungen an der Riester-Rente vorgenommen.
1. Es wird ein einheitliches Produktinformationsblatt eingeführt, das wesentliche Kennzahlen zur Ertragserwartung und zu den enthaltenen Kosten ausweist (Neufassung des § 7 AltZertG).
2. Beim Anbieterwechsel erhält der alte Anbieter maximal 150 € Wechselkosten. Der neue Anbieter darf Abschluss- und Vertriebskosten nur auf bis zu 50 % des übertragenen Kapitals anrechnen (Änderung des § 1 Abs. 1 AltZertG).
3. Bei Wohn-Riesterverträgen darf bereits im Ansparzeitraum Kapital entnommen werden, ohne dass dies förderschädlich wäre. Auch dürfen bestimmte Modernisierungen finanziert werden (Änderung des § 92a EStG).
4. Die Möglichkeit, mittels Riester-Vertrag auch Berufsunfähigkeitsrisiken abzusichern, wird ausgeweitet (Einfügung eines § 2 Abs. 1a AltZertG in Verbindung mit Änderung des § 10 Abs. 1 Nr. 2 EStG).

2018
Im Rahmen des Betriebsrentenstärkungsgesetzes wurde die Grundzulage ab 1. Januar 2018 von 154 € auf 175 € erhöht (§ 84 Satz 1 EStG).
Eine sozialversicherungsrechtliche Besserstellung ergibt sich außerdem bei der riestergeförderten betrieblichen Altersversorgung, denn die viel kritisierte Doppelverbeitragung entfällt. Wie bei privat abgeschlossenen Riesterverträgen, werden die Sozialversicherungsbeiträge während der Ansparphase abgeführt; die Pflicht zur Entrichtung von KVdR-/PVdR-Beiträgen fällt in der Rentenphase nicht mehr an.
2022
Im April 2021 wurde vom Finanzministerium unter Bundesfinanzminister Olaf Scholz eine Änderung des Versicherungsaufsichtsgesetzes verabschiedet, die den Höchstrechnungszins der Lebensversicherung zum Stichtag 1. Januar 2022 von 0,9 auf 0,25 Prozent absenkte. Experten befürchten hierdurch Einbußen bei den Garantierenten der zukünftigen, aber auch bestehenden Rentenverträge von bis zu 10 %. Manche befürchten sogar eine „Defacto-Beerdigung der Riester-Rente“.

## Kritik
Am Konzept der Riester-Rente wurde und wird von verschiedenen Seiten Kritik geübt. Das DIW Berlin forderte 2010 eine systematische Überprüfung der Riesterrente und kritisierte, dass harte Fakten fehlten.
Ein häufiger Kritikpunkt ist die Kompliziertheit von Riesterverträgen. Laut einer Untersuchung von Ökotest im Jahre 2011 liegen bei manchen Anbietern die Gebühren über den staatlichen Zulagen.
Eine Gruppe von Ökonomen hat im Dezember 2007 in einer Studie festgestellt, dass es noch offen sei, ob die Subventionen der Versicherungsanbieter durch die Riester-Förderung „einen schweren Verstoß gegen die marktwirtschaftliche Ordnung“ darstellten. Die Ergebnisse der Studie lassen den Schluss zu, dass ein Einfluss der Riester-Förderung auf die Sparneigung der Haushalte mit unterdurchschnittlichem Einkommen nicht existent oder sehr klein sei. Die vielen im Beobachtungszeitraum abgeschlossenen Riester-Verträge seien nur scheinbar ein Erfolg, denn die Ergebnisse deuteten auf starken Abzug von Kapital aus anderen Sparformen und damit starke Mitnahmeeffekte hin.
Die Riester-Rente lohne sich nicht für Geringverdiener und für Personen, die längere Zeiten beschäftigungslos waren, und kann sogar ein Verlustgeschäft sein. In vielen Fällen ist die Riester-Zulage also kein „Geschenk“ des Staates. Nach § 238a SGB V werden „die sonstigen Einnahmen, die die wirtschaftliche Leistungsfähigkeit des freiwilligen Mitglieds bestimmen (§ 240 Abs. 1), bis zur Beitragsbemessungsgrenze zugrunde gelegt“. Zu den sonstigen Einnahmen gehören auch die Auszahlungen der Riester-Rente.
Im Jahr 2000 kritisierte der Vorsitzende des Sozialbeirats, Winfried Schmähl, das Konzept; Bundesminister Riester ersetzte ihn daraufhin durch Bert Rürup. Er sagt, zwar seien „die angeblichen Interessen der jungen Generation“ in den Mittelpunkt der Diskussion gestellt worden, doch in Wirklichkeit wollte man „damals der privaten Vorsorge und damit den Interessen der Finanzwirtschaft zum Durchbruch verhelfen.“ Von Anfang an sei es mehr „um die Interessen der Arbeitgeber an niedrigen Beitragssätzen und der Finanzwirtschaft an einem neuen Geschäftsfeld“ gegangen. Der ehemalige Bundesminister für Arbeit und Sozialordnung Norbert Blüm kritisierte 2008 in einem Leserbrief an den Bonner General-Anzeiger, das Paradoxon der Riester-Rente sei, dass sie keine Antwort auf die Alterssicherheit derjenigen habe, die sich keine Riester-Rente leisten könnten. Es bestehe die Gefahr, dass Geringverdiener „diese später auf die Grundrente“ angerechnet bekämen, wodurch letztlich „diese Riester-Rentner für den Staatshaushalt gespart“ hätten. Die 13 Milliarden Euro Förderung, mit der der Bund die private Altersvorsorge fördere, komme bei Licht betrachtet „Allianz & Co.“ zugute. In einem Vergleich mit der konventionellen Rentenversicherung führt er aus, dass weltweit betrachtet die kapitalgedeckte Rentenversicherung insgesamt großen Problemen ausgesetzt sei. Die konventionelle Rentenversicherung hingegen habe „zwei Weltkriege, Inflation und Währungsreform“ überlebt und die „Deutsche Einheit sozialpolitisch geschultert“. Dazu sei nur die alte Rentenversicherung in der Lage.
Nach Musterrechnungen von Klaus Jaeger, emeritierter Professor für Wirtschaftstheorie an der FU Berlin, muss ein heute 30-jähriger Mann mindestens 92 Jahre alt werden, um seine eingezahlten Beträge samt Zinsen zurückzubekommen. Tatsächlich besteht laut Statistischem Bundesamt nur eine Lebenserwartung von 78 Jahren (Stand 2009). Karl-Josef Laumann (CDU) formulierte 2011 im Rahmen der Debatten zur Pflegeversicherung Kritik an der Riester-Rente: „Ich bin allerdings für einen Kapitalstock in der gesetzlichen Pflegeversicherung. Wenn das bei einzelnen Versicherern passiert, dann wird uns das genauso gehen wie bei der Riester-Rente: hohe Abschlussgebühren und niedrige Renditen.“ Etliche Anbieter bieten unvollständige und/oder verwirrende Informationen, erheben zu hohe Gebühren und bieten schlechte Konditionen, gerade für Geringverdiener; dies kritisierte 2011 die Verbraucherzeitschrift Ökotest.
Bei den meisten Riester-Verträgen ist absehbar, dass sie Verluste für die Versicherten erbringen werden, weil die Kaufkraft der garantierten Leistungen unterhalb der zuvor entrichteten Beiträge liegen wird, so Studien des DIW und des Bundes der Versicherten (BdV). Der Gesamtverband der Deutschen Versicherungswirtschaft (GDV) entgegnete zwar, dass eine 36-jährige Ehefrau mit einem Bruttoeinkommen von 45.000 Euro und zwei Kindern „schon im Alter von 73 Jahren“ die Rentabilitätsschwelle erreichen würde. In „einem Teil der Fallrechnung“ würden in der Studie nur die Garantieverzinsung der Verträge, nicht aber deren Überschüsse berücksichtigt. Aber das DIW und die Friedrich-Ebert-Stiftung (FES) bekräftigten: Um das Eingezahlte herauszubekommen, müsse ein 35-Jähriger, der 2012 einen Riester-Vertrag abschließt und mit 67 in Rente geht, bei einigen Verträgen „90 Jahre alt“ werden. Erst dann komme er in den Genuss von Zinsen oder erwirtschafteter Rendite. Selbst wenn die derzeit üblichen Überschusszahlungen in die Rechnung einbezogen würden, erhalte der 35-jährige Mustersparer „erst im Alter von 85 sein Geld zurück“. Die Kritik an der Riester-Rente richtet sich auch häufig gegen die teils undurchsichtigen Vertragsbedingungen. In verschiedenen Gerichtsurteilen wurde festgestellt, dass manche Klauseln oder Allgemeine Geschäftsbedingungen der entsprechenden Riesterverträge intransparent, fehlerhaft oder missverständlich sind.
Klaus Müller, Bundesvorsitzender der Verbraucherzentrale Bundesverband, erklärte 2018 gegenüber der Märkischen Oderzeitung, dass die Riester-Rente zwar gut gemeint gewesen, aber grottenschlecht gemacht worden sei. Die Erwartung, dass sie eine signifikante Rendite abwerfe, sei nicht erfüllt worden. Die Finanzdienstleister hätten nachweislich viele Produkte unter dem Namen „Riester“ verkauft, die schlicht zu teuer waren. Hinzu kam, dass man versäumt habe, die Privatvorsorge obligatorisch zu machen, so dass teurere Vertriebskosten die magere Rendite zusätzlich schmälerten. Der Vertrieb auf Provisionsbasis schuf bei Versicherungsvertretern den Anreiz, dem Kunden nicht das für seine Bedürfnisse beste, sondern das für den Vertriebler provisionsträchtigste Produkt zu verkaufen. Riesterprodukte seien für den Verbraucher nicht nur kompliziert, sondern auch häufig zu unflexibel und zu teuer. Es wäre fairer, wenn die Subventionen in die Taschen der Verbraucher fließen und nicht in die der Banken und Versicherungen. Es stelle sich die Frage, ob staatliche Zuschüsse überhaupt sinnvoll wären oder nicht besser genutzt werden sollten, um die gesetzliche Rentenversicherung zu stabilisieren.
Riester-Sparer, die zulagenbedingt ihre Beiträge senken oder wieder erhöhen, zahlen häufig doppelt Abschluss- und Vertriebskosten. Das ergab eine im September 2019 veröffentlichten Umfrage der Marktwächter der Verbraucherzentrale Hamburg. 15 von 34 Lebensversicherungen gaben an, bei zulagenbedingten Beitragsänderungen erneut Abschluss- und Vertriebskosten zu erheben – entweder auf Zulagen und/oder auf Beitragswiedererhöhungen.
Eine Verbraucherallianz (Verbraucherzentrale Bundesverband (vzbv), Bund der Versicherten und Bürgerbewegung Finanzwende) fordert 2021 ein Ende der Riester-Rente: „Die Riester-Rente wurde zwanzig Jahre lang reformiert. Mittlerweile ist klar, sie ist nicht reformierbar.“ Sie plädieren für einen Neustart der privaten Altersvorsorge. Die Riester-Rente sei teuer und unrentabel.